# 1100ウィルシャー
1100ウィルシャー（1100 Wilshire）は、カリフォルニア州ロサンゼルスにある住宅・商業用の超高層ビル。1987年に完成。37階建てで、高さは151.18メートル、床面積は35,262平方メートルである。ロサンゼルス市内で24番目に高い建築物であり、住宅用ビルとしては南カリフォルニアで2番目の高さ、カリフォルニア州全体でも4番目の高さである。建築事務所 AC Martin and Partners が設計。
下層16階は主に駐車場として使われ、地上1階には商業スペースが設けられている。1100ウィルシャーはオフィスビルとしては成功せず、ほぼ空室の状態が20年近く続いた。その後 Hampton Development 社、TMG Partners 社、Forest City Residential 社が4,000万ドルで購入し、2005年から2006年にかけて228戸の自己居住用マンションに改装された。
華原朋美の楽曲「I'm proud」（1996年）のミュージックビデオは、このビルの屋上で撮影された。